# Vulfetruda de Nivelles
Vulfetruda, Wulfetruda de Nivelles (Landen?, comtat de Loon (avui a Bèlgica), segle vii - Nivelles, 669), fou una abadessa de Nivelles de 659 a 669. És venerada com a santa per diverses confessions cristianes.

## Biografia
Era filla de Grimoald I i, per tant, neta de Pipí de Landen, majordom de palau d'Austràsia i d'Ita Idoberga. Va entrar en religió al monestir de Nivelles, on va succeir la seva tia Santa Gertruda com a abadessa, el 659.
La caiguda del seu pare Grimoald I i del seu germà Khildebert l'Adoptat la va deixar exposada a l'hostilitat dels antics adversaris d'aquests. Els neustris, mitjançant el nou rei i el nou majordom de palau d'Austràsia, van intentar obligar-la a dimitir; davant el seu fracàs es van apoderar dels béns de l'abadia de Nivelles.

## Genealogia
|                                              |                                              |                                              |                                              |                                               |                                               |                                               |                                               |                                               |                                               |                                            |                                            |                                                   |                                                   |                                                   |                                                   |                                                   |                                                   |                                              |                                              |                                              |                                              |                                    |                                    |                                    |                                    |  |  |  |  |  |  |  |  |  |  |  |  |  |  |  |  |  |  |  |  |
|                                              |                                              |                                              |                                              |                                               |                                               |                                               |                                               | Pipí de Landen († 640) majordom de palau      | Pipí de Landen († 640) majordom de palau      | Pipí de Landen († 640) majordom de palau   | Pipí de Landen († 640) majordom de palau   | Pipí de Landen († 640) majordom de palau          | Pipí de Landen († 640) majordom de palau          |                                                   |                                                   | Ita Idoberga († 652) 1a abadessa de Nivelles      | Ita Idoberga († 652) 1a abadessa de Nivelles      | Ita Idoberga († 652) 1a abadessa de Nivelles | Ita Idoberga († 652) 1a abadessa de Nivelles | Ita Idoberga († 652) 1a abadessa de Nivelles | Ita Idoberga († 652) 1a abadessa de Nivelles |                                    |                                    |                                    |                                    |  |  |  |  |  |  |  |  |  |  |  |  |  |  |  |  |  |  |  |  |
|                                              |                                              |                                              |                                              |                                               |                                               |                                               |                                               | Pipí de Landen († 640) majordom de palau      | Pipí de Landen († 640) majordom de palau      | Pipí de Landen († 640) majordom de palau   | Pipí de Landen († 640) majordom de palau   | Pipí de Landen († 640) majordom de palau          | Pipí de Landen († 640) majordom de palau          |                                                   |                                                   | Ita Idoberga († 652) 1a abadessa de Nivelles      | Ita Idoberga († 652) 1a abadessa de Nivelles      | Ita Idoberga († 652) 1a abadessa de Nivelles | Ita Idoberga († 652) 1a abadessa de Nivelles | Ita Idoberga († 652) 1a abadessa de Nivelles | Ita Idoberga († 652) 1a abadessa de Nivelles |                                    |                                    |                                    |                                    |  |  |  |  |  |  |  |  |  |  |  |  |  |  |  |  |  |  |  |  |
|                                              |                                              |                                              |                                              |                                               |                                               |                                               |                                               |                                               |                                               |                                            |                                            |                                                   |                                                   |                                                   |                                                   |                                                   |                                                   |                                              |                                              |                                              |                                              |                                    |                                    |                                    |                                    |  |  |  |  |  |  |  |  |  |  |  |  |  |  |  |  |  |  |  |  |
|                                              |                                              |                                              |                                              |                                               |                                               |                                               |                                               |                                               |                                               |                                            |                                            |                                                   |                                                   |                                                   |                                                   |                                                   |                                                   |                                              |                                              |                                              |                                              |                                    |                                    |                                    |                                    |  |  |  |  |  |  |  |  |  |  |  |  |  |  |  |  |  |  |  |  |
|                                              |                                              |                                              |                                              | Grimoald I (vers 615 † 657) majordom de palau | Grimoald I (vers 615 † 657) majordom de palau | Grimoald I (vers 615 † 657) majordom de palau | Grimoald I (vers 615 † 657) majordom de palau | Grimoald I (vers 615 † 657) majordom de palau | Grimoald I (vers 615 † 657) majordom de palau |                                            |                                            | Gertruda (vers 625 † 659) 2a abadessa de Nivelles | Gertruda (vers 625 † 659) 2a abadessa de Nivelles | Gertruda (vers 625 † 659) 2a abadessa de Nivelles | Gertruda (vers 625 † 659) 2a abadessa de Nivelles | Gertruda (vers 625 † 659) 2a abadessa de Nivelles | Gertruda (vers 625 † 659) 2a abadessa de Nivelles |                                              |                                              | Begga († 693) x Ansegisel domèstic           | Begga († 693) x Ansegisel domèstic           | Begga († 693) x Ansegisel domèstic | Begga († 693) x Ansegisel domèstic | Begga († 693) x Ansegisel domèstic | Begga († 693) x Ansegisel domèstic |  |  |  |  |  |  |  |  |  |  |  |  |  |  |  |  |  |  |  |  |
|                                              |                                              |                                              |                                              | Grimoald I (vers 615 † 657) majordom de palau | Grimoald I (vers 615 † 657) majordom de palau | Grimoald I (vers 615 † 657) majordom de palau | Grimoald I (vers 615 † 657) majordom de palau | Grimoald I (vers 615 † 657) majordom de palau | Grimoald I (vers 615 † 657) majordom de palau |                                            |                                            | Gertruda (vers 625 † 659) 2a abadessa de Nivelles | Gertruda (vers 625 † 659) 2a abadessa de Nivelles | Gertruda (vers 625 † 659) 2a abadessa de Nivelles | Gertruda (vers 625 † 659) 2a abadessa de Nivelles | Gertruda (vers 625 † 659) 2a abadessa de Nivelles | Gertruda (vers 625 † 659) 2a abadessa de Nivelles |                                              |                                              | Begga († 693) x Ansegisel domèstic           | Begga († 693) x Ansegisel domèstic           | Begga († 693) x Ansegisel domèstic | Begga († 693) x Ansegisel domèstic | Begga († 693) x Ansegisel domèstic | Begga († 693) x Ansegisel domèstic |  |  |  |  |  |  |  |  |  |  |  |  |  |  |  |  |  |  |  |  |
|                                              |                                              |                                              |                                              |                                               |                                               |                                               |                                               |                                               |                                               |                                            |                                            |                                                   |                                                   |                                                   |                                                   |                                                   |                                                   |                                              |                                              |                                              |                                              |                                    |                                    |                                    |                                    |  |  |  |  |  |  |  |  |  |  |  |  |  |  |  |  |  |  |  |  |
| Khildebert l'Adoptat († 662) rei d'Austràsia | Khildebert l'Adoptat († 662) rei d'Austràsia | Khildebert l'Adoptat († 662) rei d'Austràsia | Khildebert l'Adoptat († 662) rei d'Austràsia | Khildebert l'Adoptat († 662) rei d'Austràsia  | Khildebert l'Adoptat († 662) rei d'Austràsia  |                                               |                                               | Vulfetruda († 669) 3a abadessa de Nivelles    | Vulfetruda († 669) 3a abadessa de Nivelles    | Vulfetruda († 669) 3a abadessa de Nivelles | Vulfetruda († 669) 3a abadessa de Nivelles | Vulfetruda († 669) 3a abadessa de Nivelles        | Vulfetruda († 669) 3a abadessa de Nivelles        |                                                   |                                                   |                                                   |                                                   |                                              |                                              | Dinastia carolíngia                          | Dinastia carolíngia                          | Dinastia carolíngia                | Dinastia carolíngia                | Dinastia carolíngia                | Dinastia carolíngia                |  |  |  |  |  |  |  |  |  |  |  |  |  |  |  |  |  |  |  |  |